# 尾尖凤丫蔗
尾尖凤丫蔗（学名：Coniogramme caudiformis），为裸子蕨科凤丫蕨属下的一个植物种。